# サンタ・マリア・デル・フィオーレ大聖堂

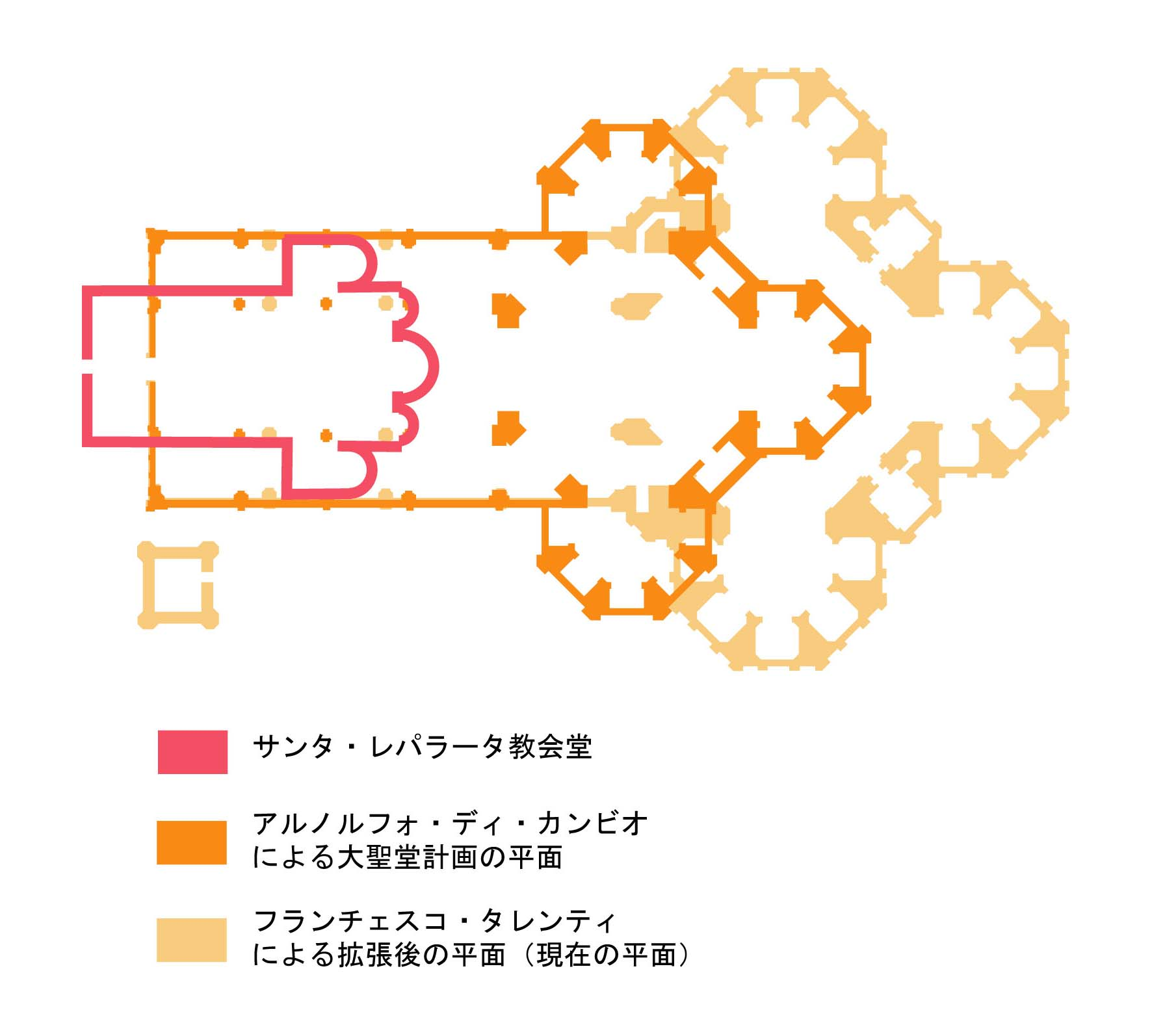
旧聖堂・大聖堂計画・現大聖堂の平面

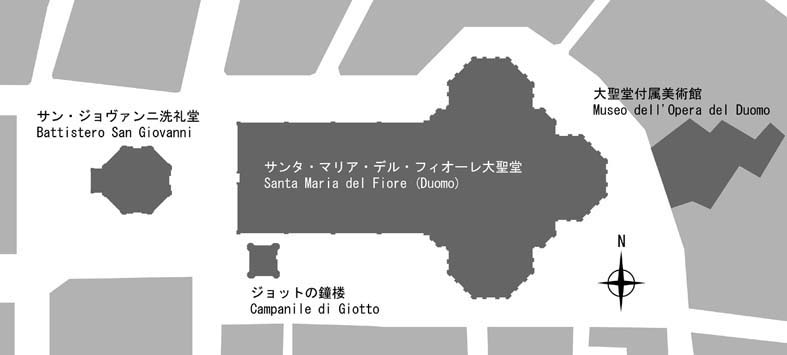
大聖堂 配置図

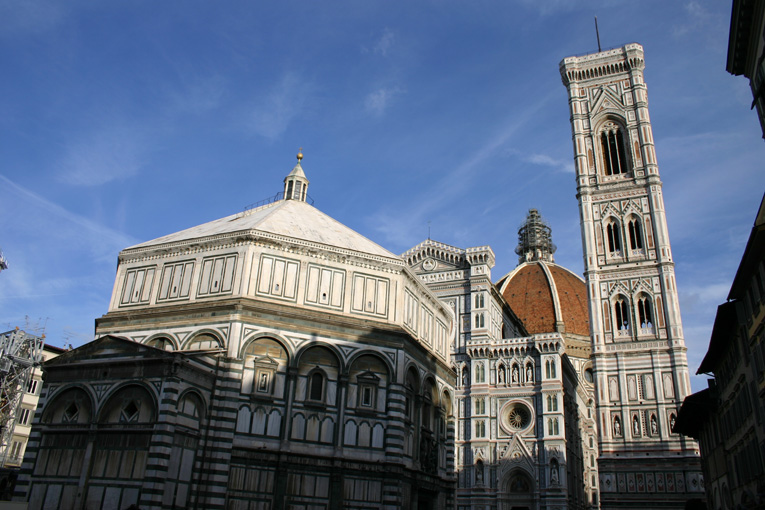
左から洗礼堂・大聖堂・鐘楼（西からの眺め）

サンタ・マリア・デル・フィオーレ大聖堂（サンタ・マリア・デル・フィオーレだいせいどう、イタリア語：Cattedrale di Santa Maria del Fiore）は、イタリアのフィレンツェにあるキリスト教・カトリックの教会である。フィレンツェの大司教座聖堂であり、ドゥオーモ（大聖堂）、サン・ジョヴァンニ洗礼堂、ジョットの鐘楼の三つの建築物で構成される。教会の名は「花の（聖母）マリア」の意である。

## 概要
巨大なドームが特徴の大聖堂は、イタリアにおける晩期ゴシック建築および初期ルネサンス建築を代表するもので、フィレンツェのシンボルとなっている。石積み建築のドームとしては現在でも世界最大である。このドームは予算削減と耐久性を考慮し、二重構造のドームで互いを押し合う設計になっており、木枠を使わずに煉瓦を積み上げて製作している（en:Opus spicatumを参照）。
建物の主軸はほぼ東西に通り、西に八角形の洗礼堂、東にラテン十字の平面をもつ大聖堂がならび、両者の正面玄関が正対する。大聖堂は東に至聖所、西に正面玄関をもつ。キリスト教において東はイエス・キリストを象徴する方角であり、教会の祭壇は東に正対しておかれるのが基本形であった（西ヨーロッパの大聖堂建築を参照）。
鐘楼は大聖堂の南西隅に配置されている。大聖堂の広場をへだてた東側には付属の美術館があり、教会の宝物や、かつて外部をかざっていた美術品がおさめられている。
三つの建築物とも世界遺産フィレンツェ歴史地区の一部として指定されている。

### 建築
1296年から140年以上をかけて建設された。外装は白大理石を基調とし、緑、ピンクの大理石によって装飾され、すこぶるイタリア的なゴシック様式に仕上がっている。身廊とドームは初期ルネサンス、そして19世紀に完成したファサード（正面）はネオ・ゴシックによる混成様式である。全長153m、幅90m、高さ114m。ドームは八角形で内径43m。聖堂の大きさとしては世界で4番目に大きい。

### 歴史

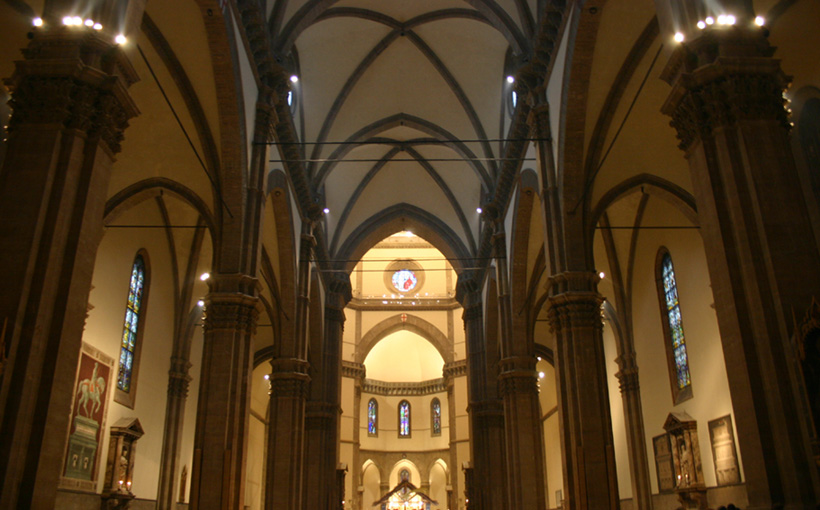
大聖堂の内部空間

旧聖堂はサンタ・レパラータ教会堂と呼ばれ、フィレンツェで二番目に古い教会堂だった。この遺構は現在の聖堂の地下に埋まっている。この教会堂は393年に古代ローマ時代のドムス跡に建設され、ミラノ司教アンブロジウスによって献堂されたが、ビザンティン時代の戦役によって破壊されたために、7世紀から9世紀にかけて修復されロマネスク様式の建築となった。現在、遺構の一部は公開されており、側廊を持ち後陣を柱で分ける平面形式をみることができる。
フィレンツェの街が発展していく中で、教会堂は次第に手狭となっていった。14世紀に至るまで、建築、芸術の分野で目立った実績のなかったフィレンツェだったが、ピサやシエナの大聖堂建立に触発されてこれを凌ぐ規模の大聖堂の建設が計画された。1294年、フィレンツェ羊毛業組合 (Arte della Lana) は、最も高名な石工であったアルノルフォ・ディ・カンビオにその設計を依頼した。のちに多くの工匠が携わったために、彼の最初の計画がどのようなものであったかは現在でも論争があるが、その形は現在のものとほぼ変わっておらず、中央部がサン・ジョヴァンニ洗礼堂の影響を受けて八角形であったこと、ローマ・カトリックの教会建築としては当時世界最大のものだったことは確実である。
1296年9月8日の起工式においてサンタ・マリア・デル・フィオーレと命名され、建設が開始される。市評議会は聖堂建設のために輸出するすべての物品に対し関税を、市民に対しては人頭税を課すことを決定した。しかし1302年にアルノルフォが死去、建築はいったん中断した。大聖堂のための石材は、ヴェッキオ宮殿と第3市壁のために転用された。建築依頼主であるフィレンツェ羊毛業組合は建築責任者の後任を探し、1334年にジョットを指名した。彼は、鐘楼の計画を押し進めたが、塔の建築途中（1337年）に死去した。
1355年から再開された工事は、フランチェスコ・タレンティ、アルベルト・アルノルディ、ジョヴァンニ・ダンブロージョ、ジョバンニ・ディ・ラポジーニ、ネーリ・ディ・フィオラヴァンテ、オルカーニャなどの手を経る。とくにタレンティは、1357年から1366年にかけて、東端部をアルノルフォの計画よりも拡張し、現在の形に変更した。 1380年には大聖堂の身廊が完成し、1418年にはドーム部分を残すのみとなった。

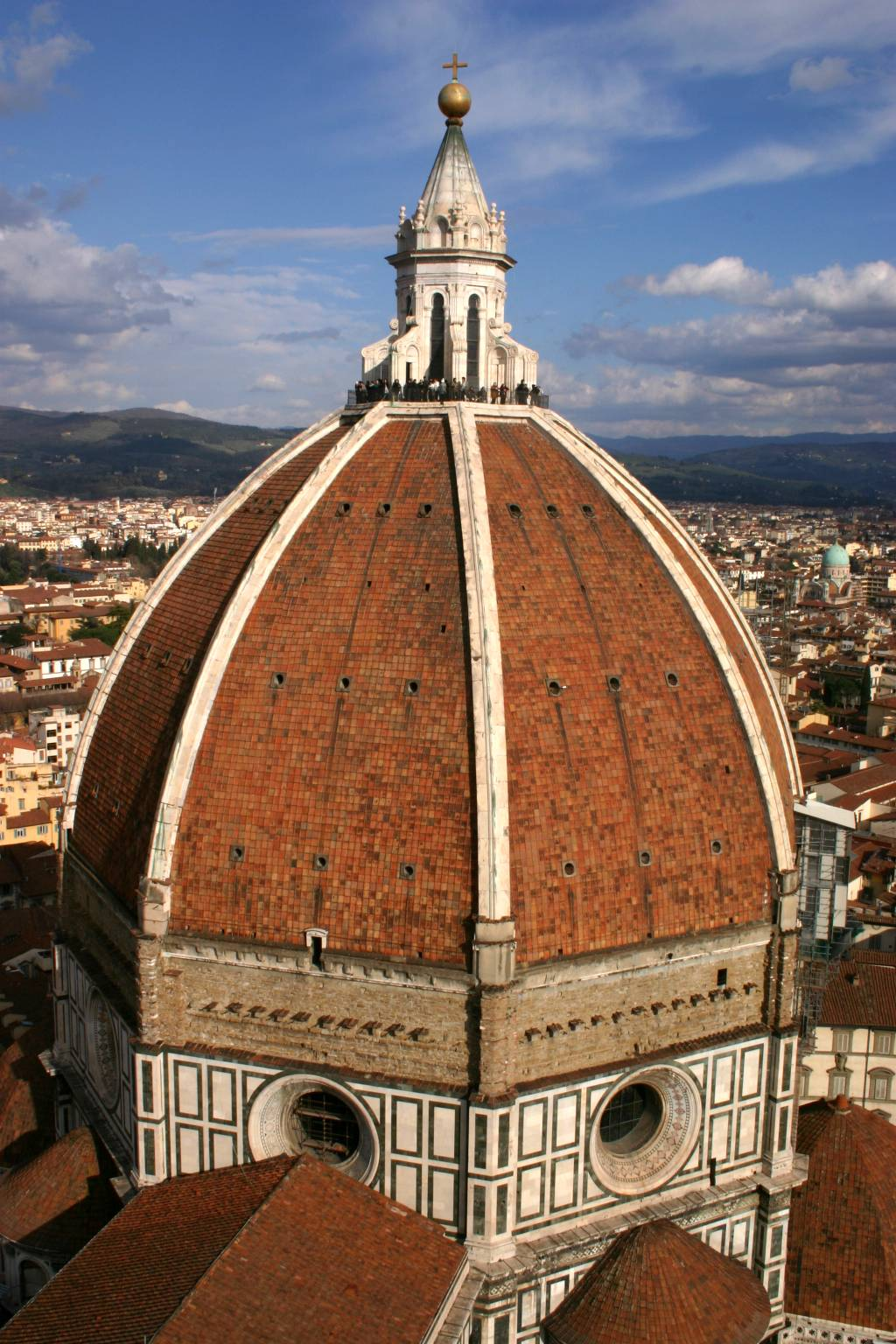
大聖堂のドーム

14世紀末から、ドームの架構は建設が危惧されていたが、1410年には中央上部にドラム（ドームの基部）が築かれたため、その高さは55mに達し、工事は難しい局面に入った。記録には、1417年までに様々な人物による図面や模型のやり取りが残されている。1418年8月19日、ドームの模型公募の布告が行われ、ロレンツォ・ギベルティ、フィリッポ・ブルネレスキとドナテッロ、そしてナンニ・ディ・バンコの案の応募があった。（当時の建築技術で）ドームを築くには巨大な足場と仮枠が必要で非常な困難を伴うと考えられていたが、ブルネレスキは、独立した2重の構造を持つドームを仮枠なしで築く案を提出した。2重構造では重量が増し、危険ではないかと批判を受けたが、最終的にブルネレスキの案が採用された。1420年4月16日、ブルネレスキは工事責任者に任命されたが、彼の手腕を不安視する意見があったため、ギベルティとバッティスタ・ダントーニオも建設責任者として指名された。1420年8月7日、建設が開始され、1434年8月30日にはドーム頂頭部の円環が閉じられて一応の完成をみる。これにより、1436年3月25日には教皇エウゲニウス4世によって大聖堂の献堂式が行われた（この献堂式の際にギヨーム・デュファイ作曲のモテット「バラの花が咲く頃」が演奏された）。このドームは木の仮枠を組まずに作られた世界で最初のドームであり、建設当時世界最大であった。
ブルネレスキはドームを完成させたが、頭頂部のキューポラ については1436年12月31日に承認されたデザインのみで、建築方法を考えていなかった。そのため、新たにキューポラを載せる方法についてのコンテストが行われた。これにはミケロッツォ設計が採用され、彼は大聖堂主任建築家に任命された。ブルネレスキが死去する数か月前の1446年3月13日に建設が始まり、1461年に完成した。
天蓋の天頂にあるブロンズ製の球は彫刻家ヴェロッキオが製作した。当時、ヴェロッキオの弟子であったレオナルド・ダ・ヴィンチは、このブロンズ球を天蓋に揚げる際に使われたフィリッポの機械に魅了され、スケッチに取って絶賛した。
また、レオナルド・ダ・ヴィンチはパリ手稿Gで「私達がサンタ・マリア・デル・フィオーレの球を接合した方法を覚えている。」と述べていて、ブロンズ球のデザインに係わっていた事を示唆している。

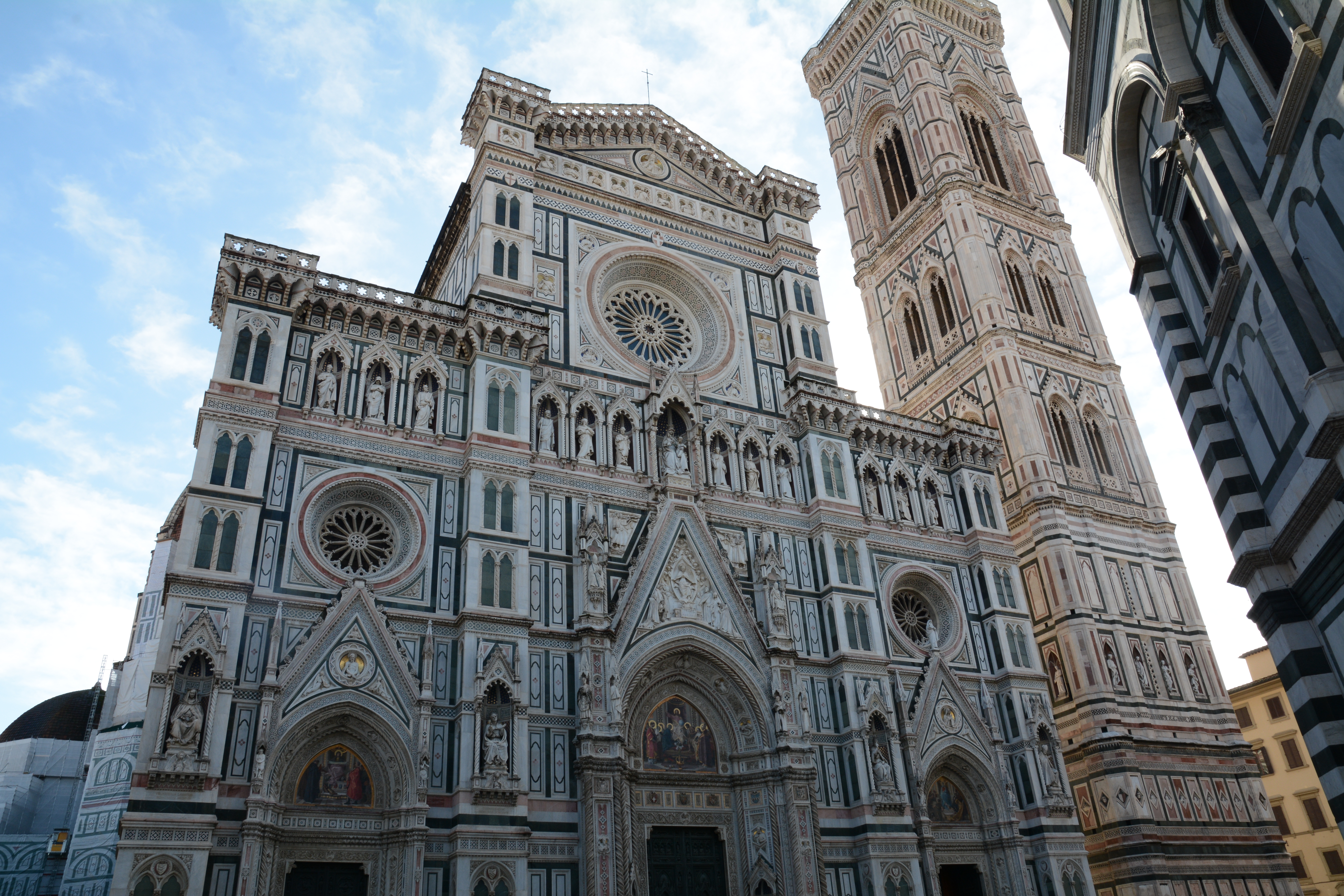
大聖堂の正面

外観で最も重要な部分である大聖堂西側のファサード（正面）はアルノルフォ・ディ・カンビオの設計により、建設と同時に着工された。カンビオの死後、その設計に基づくファサードは下部のみが完成した状態であった。しかし1490年代には、このファサードは堅固でないという報告がされた。ロレンツォ・デ・メディチによってファサード再建が提議され市民はこれを支持、さまざまな芸術家によって再建案の議論が重ねられたが、結論はでなかった。1587年に、メディチ家のトスカーナ大公フランチェスコ1世の命で、建築家ベルナルド・ブオンタレンティがファサードを撤去した。これはフランチェスコ1世が構想したフィレンツェの都市計画の一環だったが、ブオンタレンティのデザインしたファサードに非難の声があがり、計画は実現しなかった。一時1689年に石とセメントの表面に彫刻がほどこされているかのようなだまし絵が描かれたこともあったが、それもはげおち、19世紀までファサードは未完成のままであった。そこでフィレンツェ市議会は最初の構想をもとにファサードを再建することを決定、1864年にコンペティションが行われ、エミリオ・デ・ファブリス設計によるネオ・ゴシック様式のファサードが選ばれた。この工事は1876年に始まり、1887年に完成した。銅製の巨大な扉は1899年から1903年にかけて製作されたものである。

### 大聖堂内の装飾品
内部空間はイタリア独特のゴシック様式で簡素である。しかし、それだけにギベルティなどが1432年から1445年にかけてデザインしたステンドグラスや、1526年から1660年にかけて作られた大理石の床、そのほかの装飾品をゆっくりと眺めることができる。

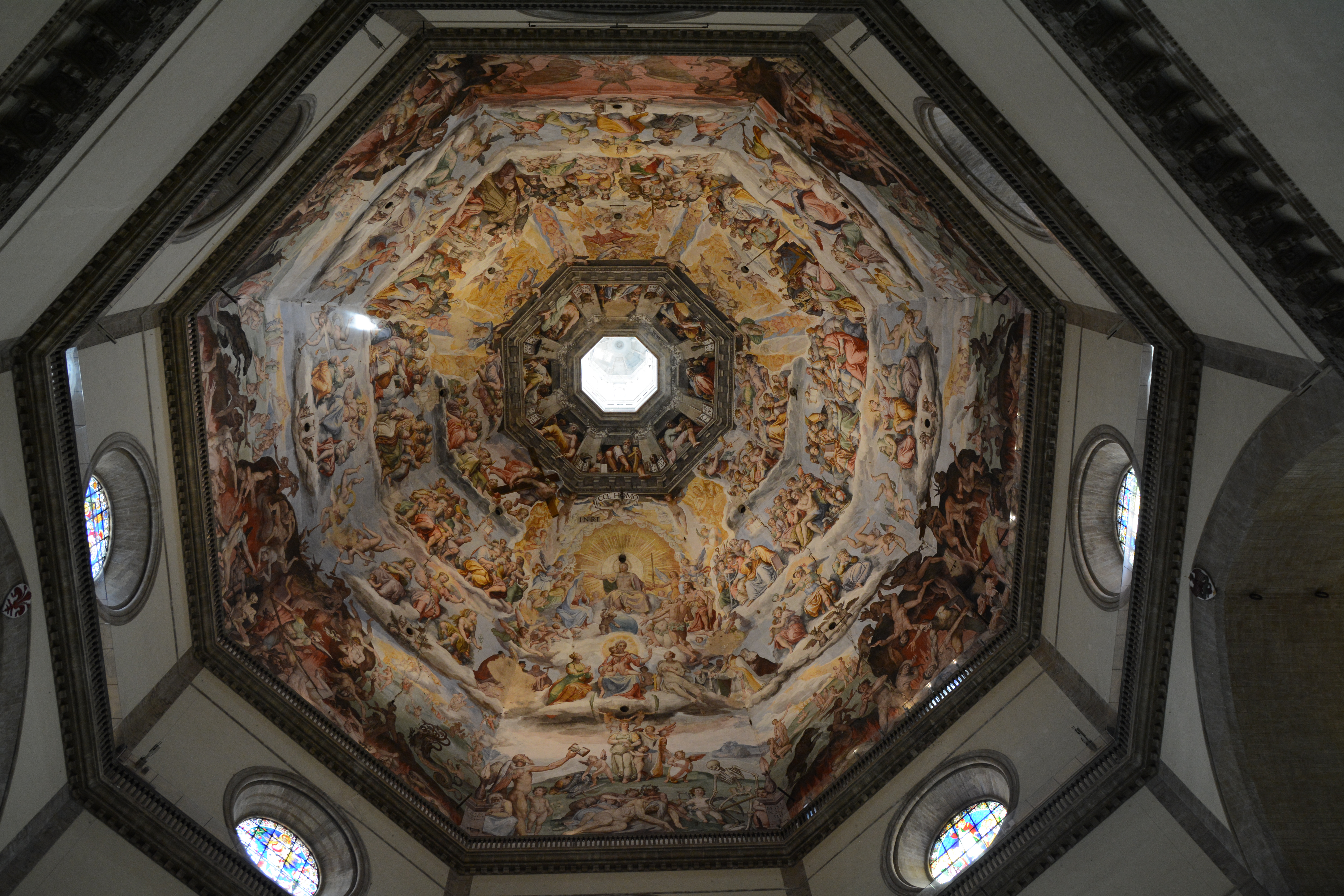
大聖堂天蓋の見上げ『最後の審判』

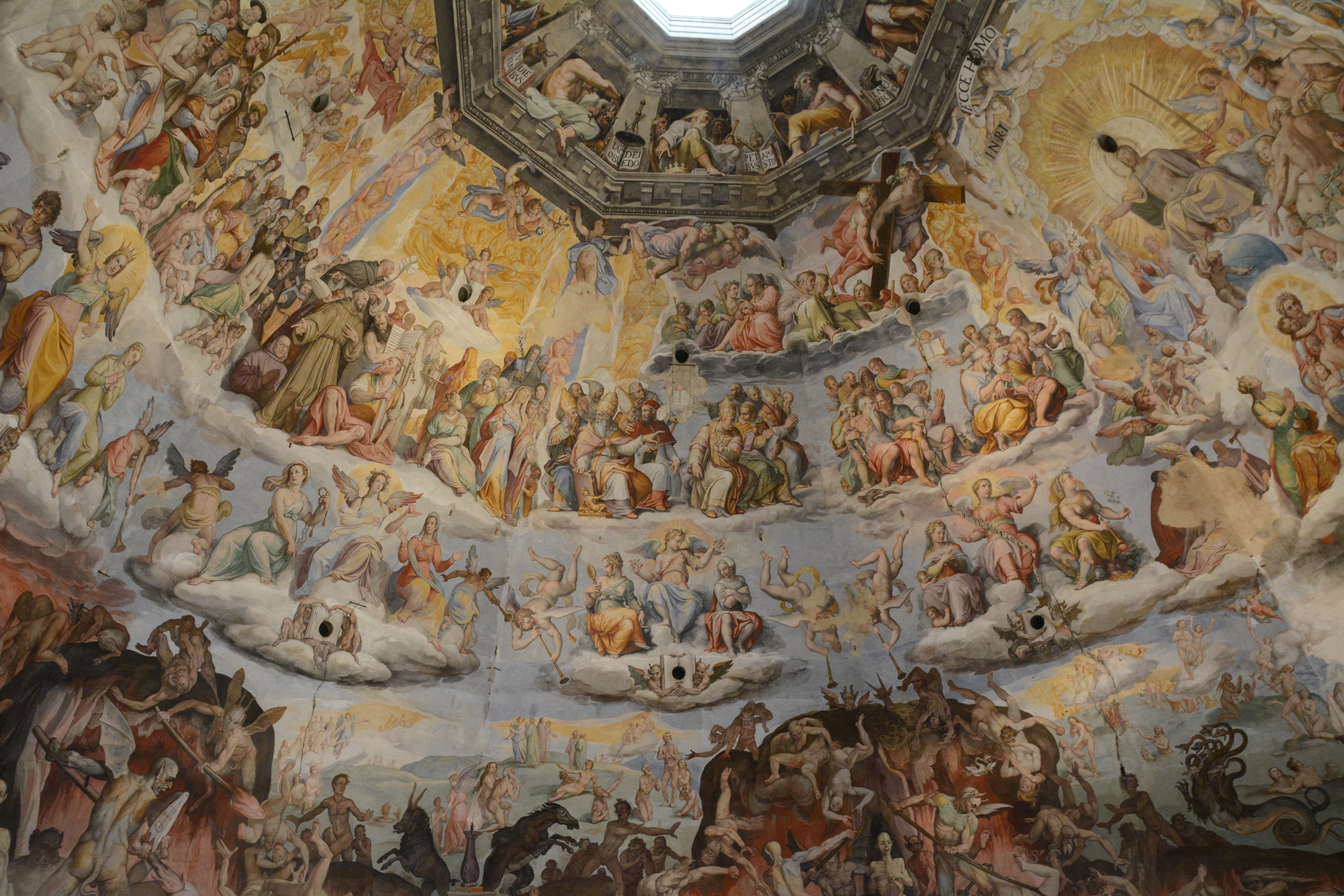
クーポラに続く通路より『最後の審判』

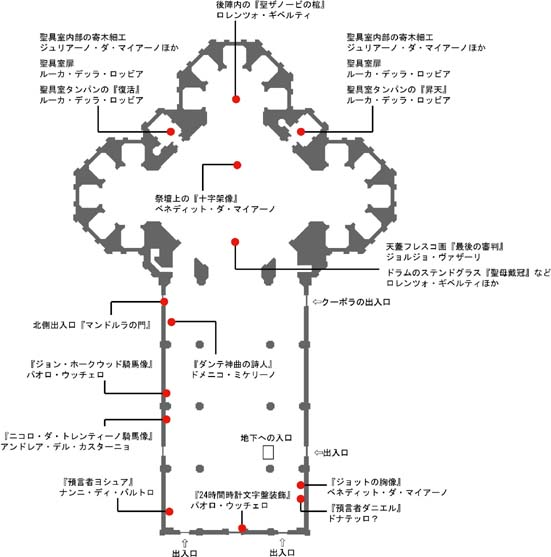
大聖堂内部の装飾

- ドーム内フレスコ『最後の審判』ジョルジョ・ヴァザーリおよびフェデリコ・ツッカリ[5]
- ドラムのステンドグラス『聖母被昇天』・『ゲッセマネでの祈り』・『キリストの奉献』下絵はロレンツォ・ギベルティ（『聖母被昇天』は1442年7月13日から1443年9月11日にかけて製作。『菜園での祈り』は1443年9月11日に報酬支払記録あり。『キリストの奉献』の報酬記録は1443年12月7日）
- ドラムのステンドグラス『聖母の戴冠』下絵はドナテッロ（1433年12月製作開始、1438年設置）
- ドラムのステンドグラス『受胎告知』・『降誕』・『復活』・『昇天』などアンドレア・デル・カスターニョ、パオロ・ウッチェロら（1438年から1445年にかけて製作）
- 後陣内『聖サノビウス（ザノービ）の棺と墓碑』ロレンツォ・ギベルティ（1432年3月18日に制作依頼、1442年8月まで作成費の支払記録あり）
- 聖具室『寄木細工の戸棚』アンジェロ・ディ・ラザーロ・ダレッツォ、ベルナルド・ディ・トンマーゾ・ディ・ギーゴ、スケッジョーネ、アントニオ・マネッティ、ジュリアーノ・ダ・マイアーノ、ベネデット・ダ・マイアーノ（ジュリアーノ・ダ・マイアーノによる製作は1463年7月20日に委託され、1465年4月19日に再度依頼されている）
- 聖具室扉上部パネル『復活』『昇天』ルーカ・デッラ・ロッビア（『復活』は1442年7月21日に制作依頼、1445年2月26日に完成。『昇天』は1446年10月11日作成依頼、1451年6月30日に完成）
- 聖具室『扉』ルーカ・デッラ・ロッビア、ミケロッツォ・ディ・バルトロメオ、マーゾ・ディ・バルトロメオ（1446年2月28日に制作依頼、1469年に完成）
- 祭壇上の『十字架』ベネデット・ダ・マイアーノ（1490年完成）
- 北側絵画『ダンテ「神曲」の詩人』ドメニコ・ディ・ミケリーノ
- 北側壁面フレスコ『傭兵隊長ニコロ・ダ・トレンティーノ』アンドレア・デル・カスターニョ
- 北側壁面フレスコ『傭兵隊長ジョン・ホークウッド』パオロ・ウッチェロ（1436年製作）
- 北側彫像『ヨシュア像（いわゆるポッジョ・ブラッチョリーニ像）』ナンニ・ディ・バルトロ（1415年にベルナルド・チュッファーニに委託されたが未完で放置され、1420年から1421年にかけてナンニが製作）
- 南側彫像『預言者ダニエル』ドナテッロとされるが疑問視される
- 南側彫像『ジョットの胸像』ベネデット・ダ・マイアーノ（1490年頃）
- 西側壁面『24時間時計文字盤』パオロ・ウッチェロ（1443年製作）
- 南側外壁モザイク『み告げ』ダヴィデ・ギルランダイオ、ドメニコ・ギルランダイオ。
- 南側外壁レリーフ『聖処女マリア』、『マリアの被昇天』ナンニ・ディ・バンコ
- 北側外壁『マンドルラの門』ジョヴァンニ・ダンブロージョ（上部浮彫装飾はナンニ・ディ・バンコによるもので1414年から1421年にかけて製作された[注釈 1]。）

また、このほかルーカ・デッラ・ロッビアとドナテッロによる聖歌隊席などの貴重な装飾品は、ドゥオーモ付属美術館に収められている。

### 拝観
大聖堂へはいつでも無料で中に入ることができる。地下部分にはサンタ・レパラータ教会堂の遺構への入り口がある。高さ90mのクーポラ頂上までは日曜日以外ならば、一人6ユーロで上れる。階段464段である。
大聖堂のミサはほぼ2時間おきに行われる。日曜朝11時のミサは身廊中央の大祭壇で司式される。そのほかのミサは左脇の礼拝堂で行われている（聖体訪問もこちら）。

## 大聖堂付属博物館
大聖堂付属博物館は、かつて大聖堂内部あるいは外部に安置されていた彫刻などを所蔵している。

### 所蔵品

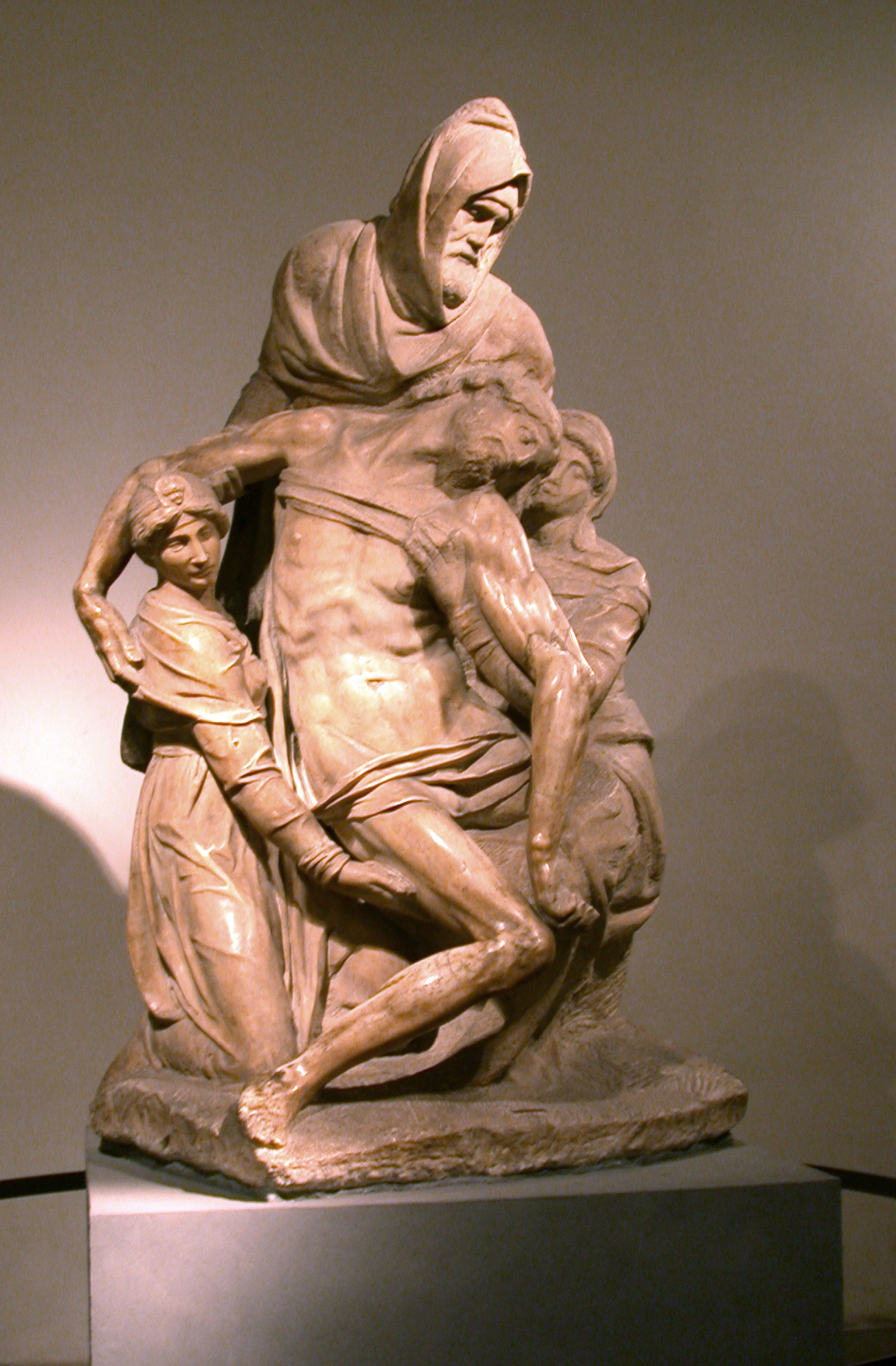
フィレンツェのピエタ

- 『ピエタ』ミケランジェロ・ブオナローティ（1547年から1548年着手、1552年から1553年完成）
- 大聖堂の『聖歌壇』ルカ・デッラ・ロッビア（1431年10月4日から1438年8月にかけて制作）
- 大聖堂の『聖歌壇』ドナテッロ（1433年11月14日委託、1438年10月30日に完成）
- 大聖堂西正面の像『ボニファキウス8世』アルノルフォ・ディ・カンビオ[注釈 2]
- 大聖堂西正面の像『聖アンブロシウス』、『聖ヒエロムニス』ピエトロ・ディ・ジョヴァンニ・テデスコ[注釈 3]
- 大聖堂西正面の像『聖アウグスティヌス』、『聖グレゴリウス』ニコラ・ディ・ピエトロ・ランベルティ
- 大聖堂西正面の像『福音記者聖ルカ』ナンニ・ディ・バンコ（1408年12月19日制作委託、1413年2月16日に報酬支払記録あり）
- 大聖堂西正面の像『福音記者聖ヨハネ』ドナテッロ（1408年12月19日制作委託、1415年10月8日に聖堂西正面に設置）
- 鐘楼外壁浮彫『7つの惑星』『7つの徳』『7つの慈悲』『技芸と職業（絵画、彫刻、建築、金工、医術、機織）』アンドレーア・ピサーノ、ニーノ・ピサーノ（1336年から1350年頃にかけて製作）
- 鐘楼外壁浮彫『文法（ドナトゥス）』『哲学（プラトンとアリストテレス）』『音楽』『占星術（プトレマイオス）』『幾何学（エウクレイデス）』ルカ・デッラ・ロッビア（1437年5月30日に制作委託、1439年3月10日まで作成のための支払記録あり）
- 鐘楼外壁西面彫像『預言者エレミア』、『預言者ハバクク』ドナテッロ（『エレミア』は1425年頃、『ハバクク』は1430年頃に製作）
- 鐘楼外壁西面彫像『洗礼者ヨハネ（？）』、『預言者オバデア』ナンニ・ディ・バルトロ
- 鐘楼外壁東面彫像『紙巻きを持つ預言者』『髭のある預言者』ドナテッロ（『紙巻きを持つ預言者』は1415年から1418年、『髭のある預言者』は1415年から1420年にかけて製作）
- 外壁東面彫像『預言者』ジュリアーノ・ダ・ポッジポンシと推定
- 外壁東面彫像『アブラハムとイサク』ドナテッロ、ナンニ・ディ・バルトロ（1421年3月10日に製作委託、1421年11月に完成）
- 洗礼堂東扉『天国への門』ロレンツォ・ギベルティ、パオロ・ウッチェロ、ミケロッツォ・ディ・バルトロメオ（1425年1月2日に制作委託、1452年7月に東側に設置）
- 彩色木像『悔悛の聖マグダラのマリア』ドナテッロ（1455年頃作成）

## 大聖堂や礼拝堂で起こった出来事
- サンタ・マリア・デル・フィオーレ大聖堂をめぐる出来事として最も著名なもののひとつは、1478年のパッツィ家の陰謀である。パッツィ家とメディチ家の対立が激化し、その結果、パッツィ家はロレンツォ・イル・マニーフィコの殺害を計画した。
  - 4月26日、サンタ・マリア・デル・フィオーレ大聖堂の復活祭ミサでパッツィ家に組する暗殺者がメディチ兄弟を襲った。兄ロレンツォはかろうじて逃れたが、弟ジュリアーノは刺殺された。暗殺者らは市民に反乱を呼びかけるも失敗。暗殺者だけでなく、パッツィ家当主をはじめ100人近くが捕らえられて、死刑になった。容赦の無い処断に、パッツィ家と結んでいた時の教皇シクストゥス4世を激怒させ、教皇庁とフィレンツェの間で二年におよぶパッツィ戦争が起こった。

- またあるとき、聖ジョヴァンニ洗礼堂に集った群集が争い、そのさなかに小児が洗礼を授ける大理石の水盤にはまってしまった。溺れ死にかけたところをダンテが斧をふるってその水盤を破壊し、子供の命を助けた。しかしその後、水盤を壊したことで非難されたためか、『神曲』「地獄篇」中でそのことを弁解している（地獄篇第十九歌）。

- 日本人観光客が聖堂に落書きをし、問題視された例がある。
  - 2008年2月18日、岐阜市立女子短期大学の学生が研修旅行で訪れた際、大理石の壁に名前などを落書きをしたことが、この落書きを見つけた日本人観光客からの訴えにより判明した。この事件では学生6人と引率教員2人が学長厳重注意処分にされている[9]。なお、この事件の対応に対してイタリアのマスコミは、落書きだらけの自国の街並みや文化財の惨状を恥じるとともに、自国の学生の行為を恥じ告発する日本人観光客の潔癖さと、迅速な学校側の処分を賞賛とともに伝えた。また、修復費用については不要である旨が大聖堂より大学側に伝えられている。
  - 2008年3月13日、京都産業大学2年の学生3人が観光旅行で訪れた際、大聖堂最上階の柱等に本人の名前や「京都産業大学」と油性ペンで落書きをした事が上記短大と同様に判明した。この事件で3人は処分を受けている[10]。
  - 2008年6月30日、常磐大学高等学校の野球部の監督が2006年に自分と妻の名前を落書きしていた事が発覚し、同校はこの監督を解任。同校は前年度の全国高等学校野球選手権大会の茨城県大会で準優勝するなどの強豪校である[11]。

## ギャラリー

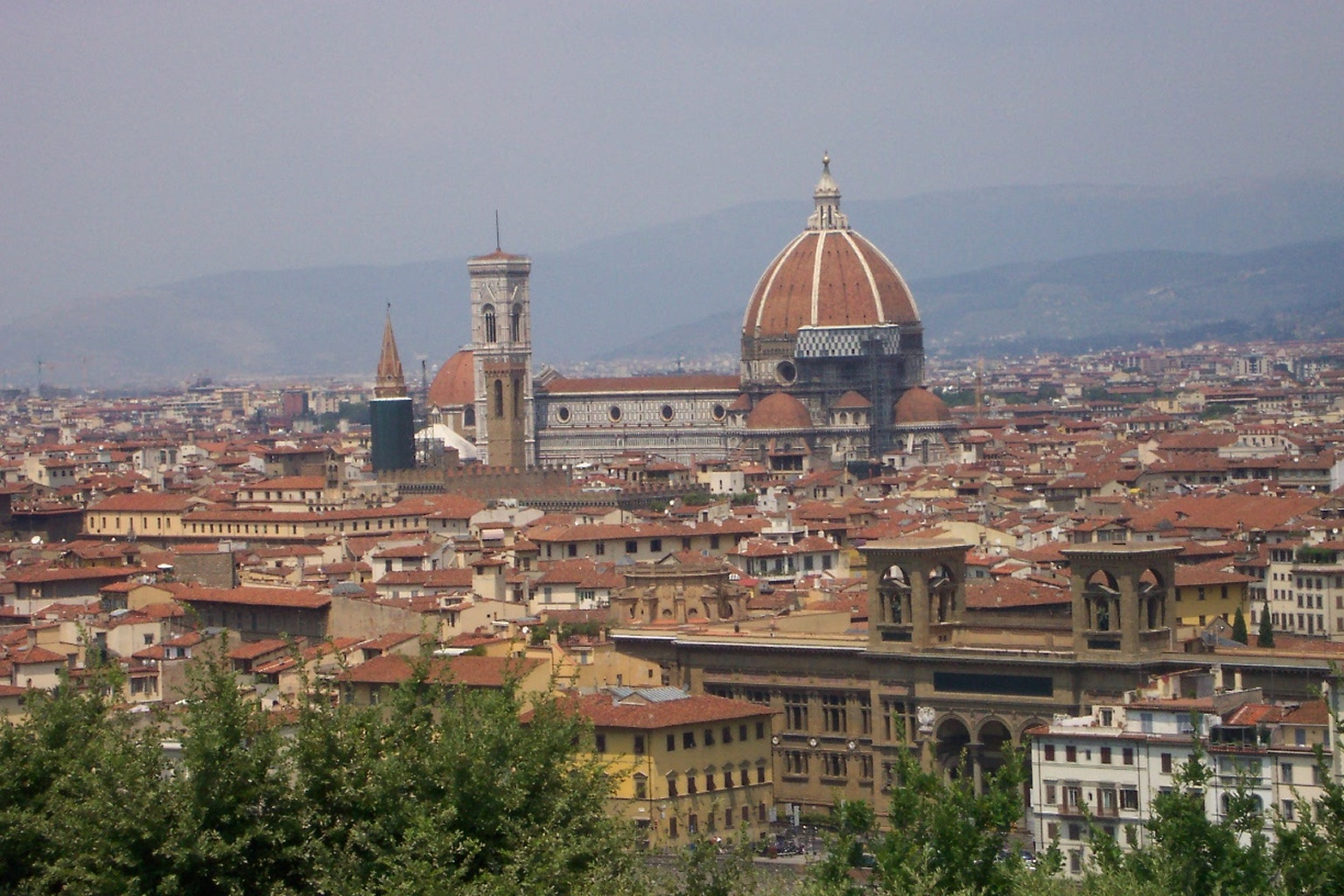
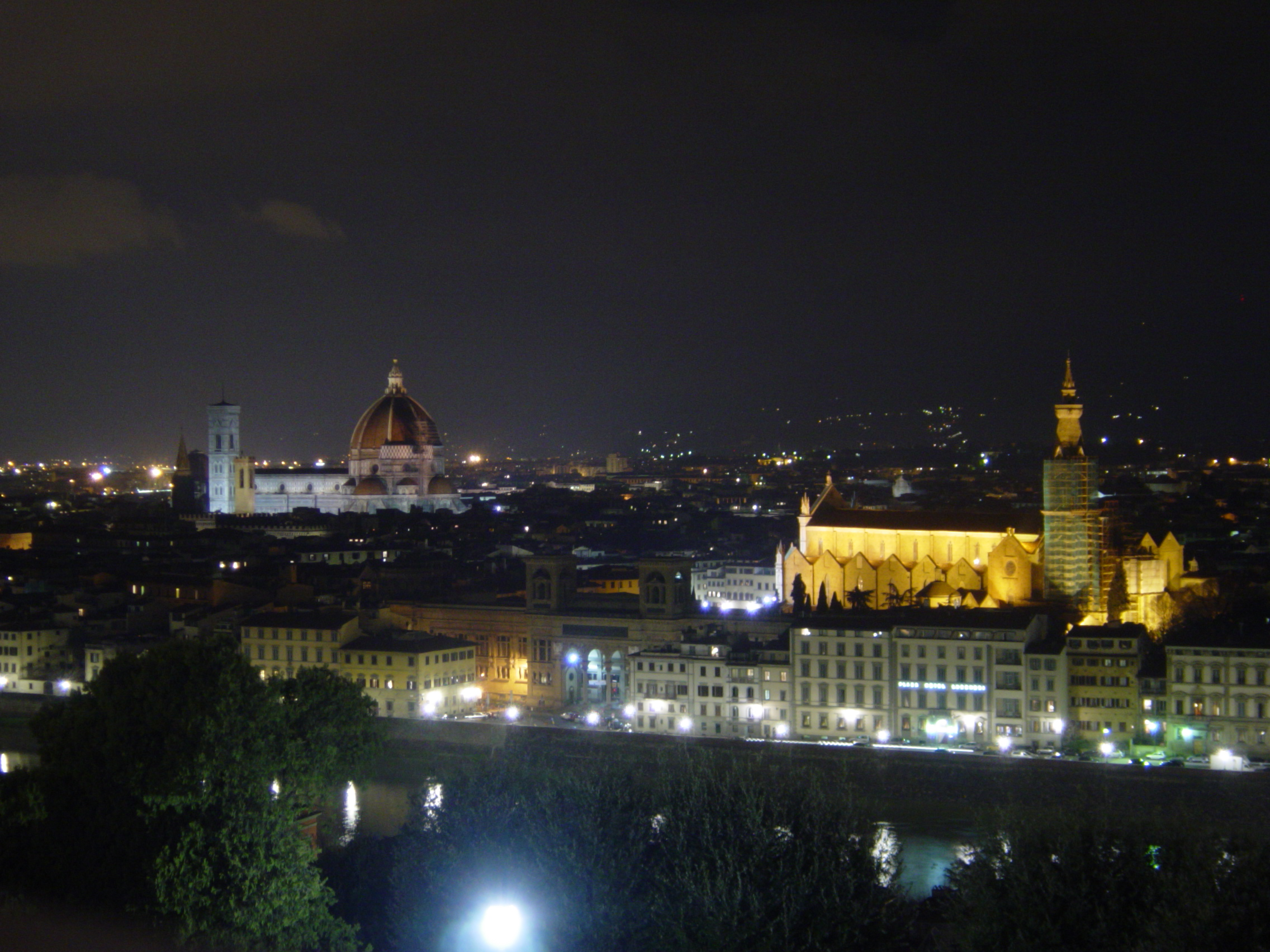
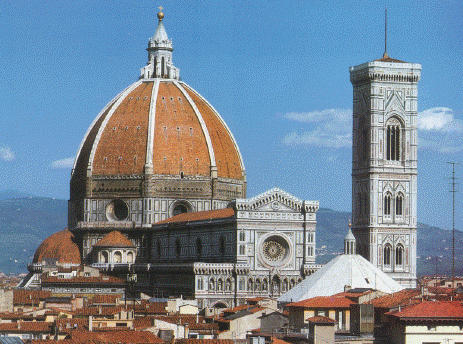
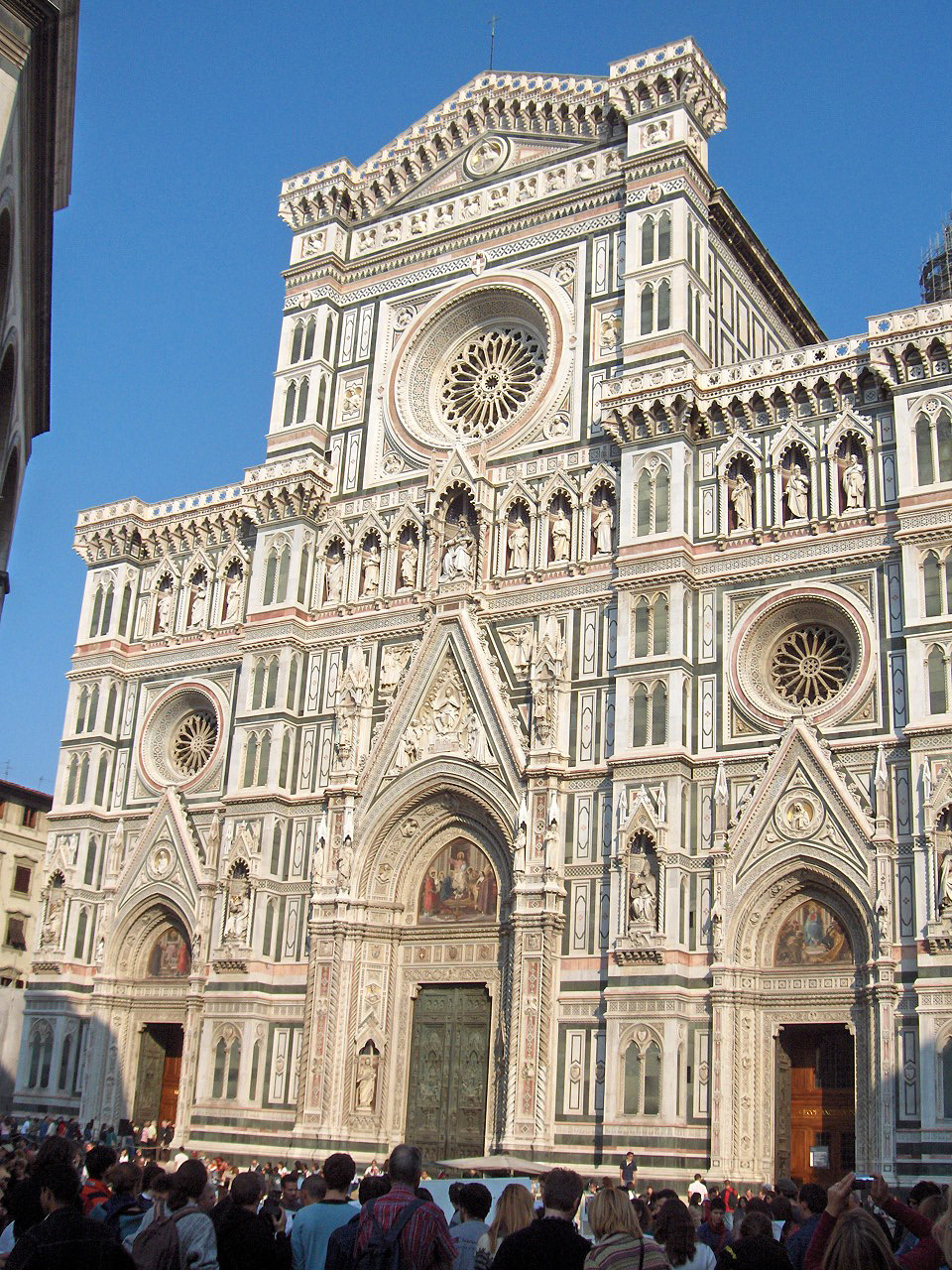